# شهرستان لینکلن (وایومینگ)
شهرستان لینکلن، وایومینگ (به انگلیسی: Lincoln County, Wyoming) یک سکونتگاه مسکونی در ایالات متحده آمریکا است که در وایومینگ واقع شده‌است.

## خصوصیات
شهرستان لینکلن ۱۰٬۶۰۶٫۰۶ کیلومترمربع مساحت دارد.